# Línea Tectónica de Itoigawa-Shizuoka
Línea Tectónica de Itoigawa-Shizuoka (ISTL) (糸魚川静岡構造線 Itoigawa Shizuoka Kōzō Sen?), también llamada Ito-Shizu Sen (糸静線) es la mayor falla situada en la isla de Honshu que recorre desde la ciudad de Itoigawa, Prefectura de Niigata, pasando por el Lago Suwa hasta la ciudad de Shizuoka en la Prefectura de Shizuoka.

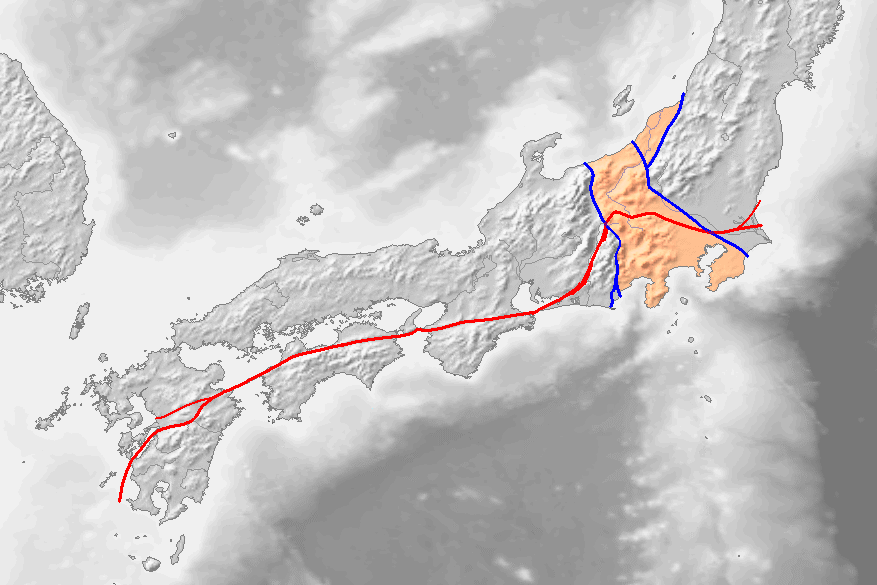
Carta tectónica del sudoeste de Japón: la línea azul, a la izq., representa fallas, y la fosa sombreada en rojo.

A menudo es confundida con la Fosa Magna que se encuentra al este.
- Datos: Q906591
- Multimedia: Itoigawa-Shizuoka Tectonic Line / Q906591